# Sullivan (Missouri)
Sullivan è un comune degli Stati Uniti d'America, situato nello Stato del Missouri, diviso tra la contea di Franklin e la contea di Crawford.